# Saryözek
Saryözek (kaz. Сарыөзек) – osiedle typu miejskiego w Kazachstanie; w obwodzie żetysukim; 15 359 mieszkańców (2021). Przemysł spożywczy.